# Clara Zetkin

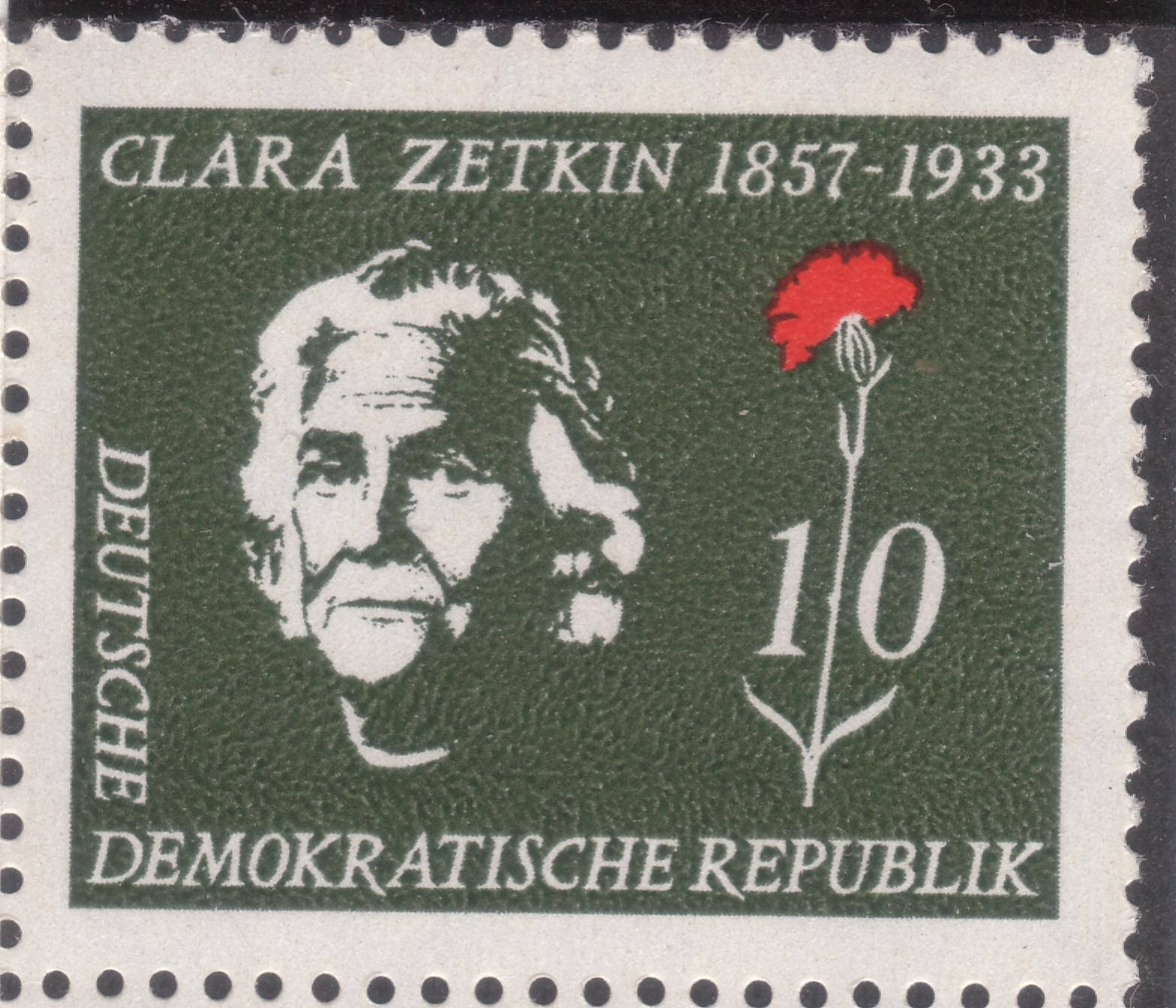
Clara Zetkin pe un timbru din RDG

Clara Zetkin (născută Eißner; n. 5 iulie 1857 – d. 20 iunie 1933) a fost o politiciană, teoreticiană marxistă și activistă pentru drepturile femeilor germană. În 1911, ea a organizat pentru prima dată Ziua Internațională a Femeii.
Până în 1917 a fost activă în cadrul Partidului Social Democrat al Germaniei, apoi a aderat la Partidul Social Democrat Independent din Germania (USPD) și mișcarea sa de stângă extremă, Liga Spartachistă care a devenit, ulterior, Partidul Comunist din Germania (KPD), pe care ea l-a reprezentat în Reichstag între 1920 și 1933, în timpul Republicii de la Weimar.

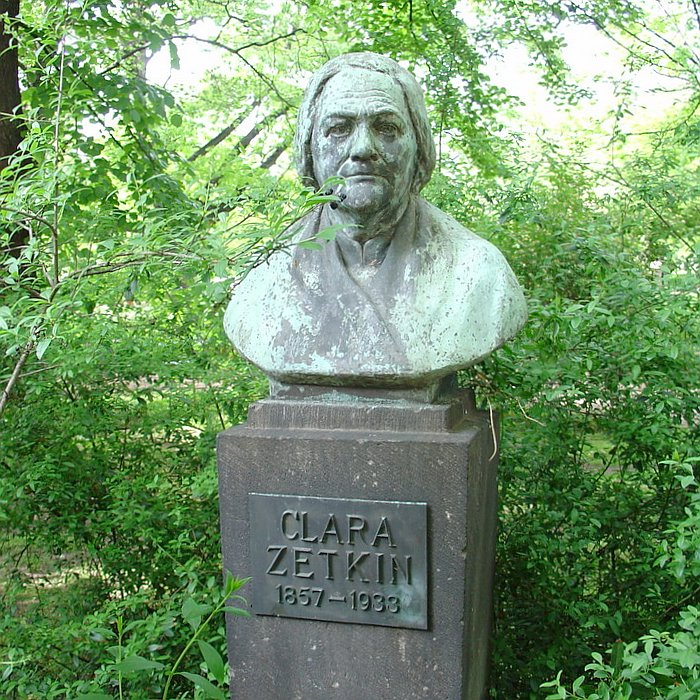
Bustul Clarei Zetkin în Dresda

Clara Zetkin a avut doi fii cu Ossip Zetkin, care a murit în iunie 1899. După decesul lui Ossip Zetkin, Clara Zetkin a fost căsătorită cu artistul Georg Friedrich în perioada 1899 - 1928. Odată cu venirea la putere a lui Adolf Hitler, Partidul Comunist German a fost scos în afara legii. Clara Zetkin s-a exilat în Uniunea Sovietică. Clara Zetkin a murit la Arhangelskoie, lângă Moscova, iar cenușa sa a fost plasată în necropola de lângă Kremlin. 